# Mel Owens
(en) Statistiques sur pro-football-reference
Mel Tyrae Owens (né le 7 décembre 1958 à Détroit) est un joueur américain de football américain. 

## Carrière

### Université
En 1978, Owens se blesse contre les Fighting Irish de Notre Dame. En 1979, il fait soixante-treize tacles et une interception. Lors de sa dernière année, il fait cent tacles (huit pour des pertes), intercepte une passe et en récupère un. Il reçoit une mention honorable de la part l' Associated Press. Sur toutes ses années universitaire, il a fait 228 tacles et trois interceptions. Il a joué trois fois le Rose Bowl et une fois le Gator Bowl. Il obtient son diplôme en science politique.

### Professionnel
Mel Owens est sélectionné au premier tour du draft de la NFL de 1981 par les Rams de Los Angeles au neuvième choix. Lors de ses deux premières saisons, Owens joue en escouade spéciale. Il est titulaire pour la première contre les Raiders de Los Angeles faisant dix matchs mais il est remplacé durant le match à cause d'une blessure au genou. En 1983, il obtient un poste de linebacker titulaire, faisant quatre-vingt-trois tacles ainsi que quatre sacks. Il s'illustre chaque année comme linebacker, devenant une valeur sure des Rams. En 1988, il perd sa place de titulaire mais la reprend avant de prendre sa retraite.

## Statistiques
Il joue neuf saisons en NFL et fait 122 matchs dont quatre-vingt-onze comme titulaire, 26,5 sacks, quatre interceptions et neuf récupérations de fumble.

## Palmarès
- Équipe de la saison 1980 pour la conference Big 10
- Mention honorable All-America 1980
- Mention honorable All-Pro 1986